# Biotiska faktorer
Biotiska faktorer är levande faktorer som påverkar eller har en inverkan på ett ekosystem. Organismerna delas in i producenter, konsumenter och nedbrytare.

## Exempel på biotiska miljöfaktorer
- Tillgång till föda
- Konkurrenter (exempelvis konkurrens om föda)
- Rovdjur
- Växter och bakterier
- Kommensalism
- Mutualism
- Parasitism